# Janne Tähkä
Janne Tähkä, född 27 september 1970, är en finländsk innebandyspelare. Han är mest känd som uppfinnaren av zorrofinterna, som först blev sedd i en landskamp för Finland mot Sverige 1999.
Det finns innebandyklubbor av märket Tähkä.